# 榎町チェリーズ
榎町チェリーズ（えのきちょうチェリーズ）は、千葉県茂原市にあるスタジオZIPに所属するローカルアイドル